# Théorie atomique
Les théories atomiques sont des théories sur la nature de la matière selon laquelle la matière est composée d'unités discrètes appelées atomes qui a supplanté les anciennes croyances que la matière peut être décomposée en divisions infiniment petites.

## La théorie atomiste antique
Les philosophes de l'Antiquité ont créé la théorie atomiste. Les principaux créateurs en sont : en Inde Kanada auteur du Vaisheshika Sutra, en Grèce Leucippe, Démocrite et Épicure, et enfin à Rome Lucrèce auteur de De natura rerum.

## La théorie atomique moderne

### Naissance
Au début du XIXe siècle, John Dalton développa son modèle atomique, dans lequel chaque élément est composé d'atomes d'un seul et unique type, ces atomes étant immuables et indestructibles mais pouvant se combiner en structures plus complexes. Les historiens ignorent comment Dalton est arrivé à cette conclusion, sauf que cette théorie lui permit d'expliquer plusieurs phénomènes chimiques que lui et ses contemporains étudiaient à l'époque.
Le premier fut la loi de la conservation de la masse, formulée par Antoine Lavoisier en 1789, qui dit que la masse totale d'une réaction chimique reste constante (en d'autres termes, les réactifs ont la même masse que les produits). De cela, Dalton conclut que la matière est fondamentalement indestructible.
Le deuxième fut la loi des proportions définies, prouvée par Joseph Louis Proust en 1799. Cette loi dit que si un composé chimique est décomposé en ses constituants, les masses des constituants auront les mêmes proportions, peu importe la quantité ou la source de la substance originelle. Proust a synthétisé du carbonate de cuivre(II) par plusieurs méthodes et a observé que dans chaque cas les ingrédients se combinaient dans les mêmes proportions que celles qu'il obtenait en décomposant le carbonate de cuivre naturel.
Proust a étudié les oxydes d'étain et a trouvé que leurs masses se composaient soit à 88,1 % d'étain et 11,9 % d'oxygène, soit à 78,7 % d'étain et 21,3 % d'oxygène (l'oxyde d'étain II et le dioxyde d'étain). Dalton a noté de ses pourcentages que 100 g d'étain réagira avec 13,5 g ou 27 g d'oxygène - 13,5 et 27 forment un ratio de 1:2. Dalton est aussi supposé avoir étudié le monoxyde d'azote (NO) et l'oxygène à l’état gazeux (O2). Dans une combinaison, elles formaient N2O3, mais quand il a doublé la quantité d'oxygène (un rapport 1:2), il obtint le dioxyde d'azote (NO2).
4NO + O2 → 2N2O3
4NO + 2O2 → 4NO2
Ces ratios furent toujours des nombres entiers petits - la loi des proportions multiples.  Dalton trouvait qu'une théorie atomique de la nature expliquait bien ce phénomène.
Dalton se servait aussi de sa théorie pour expliquer pourquoi l'eau absorbe des gaz différents en proportions différentes (par exemple, l'eau absorbe le dioxyde de carbone mieux que l'azote). Il proposa que ceci se produit à cause des différentes masses et tailles des particules de ces gaz (les molécules du dioxyde de carbone sont plus lourdes et grandes que celles de l'azote gazeux).

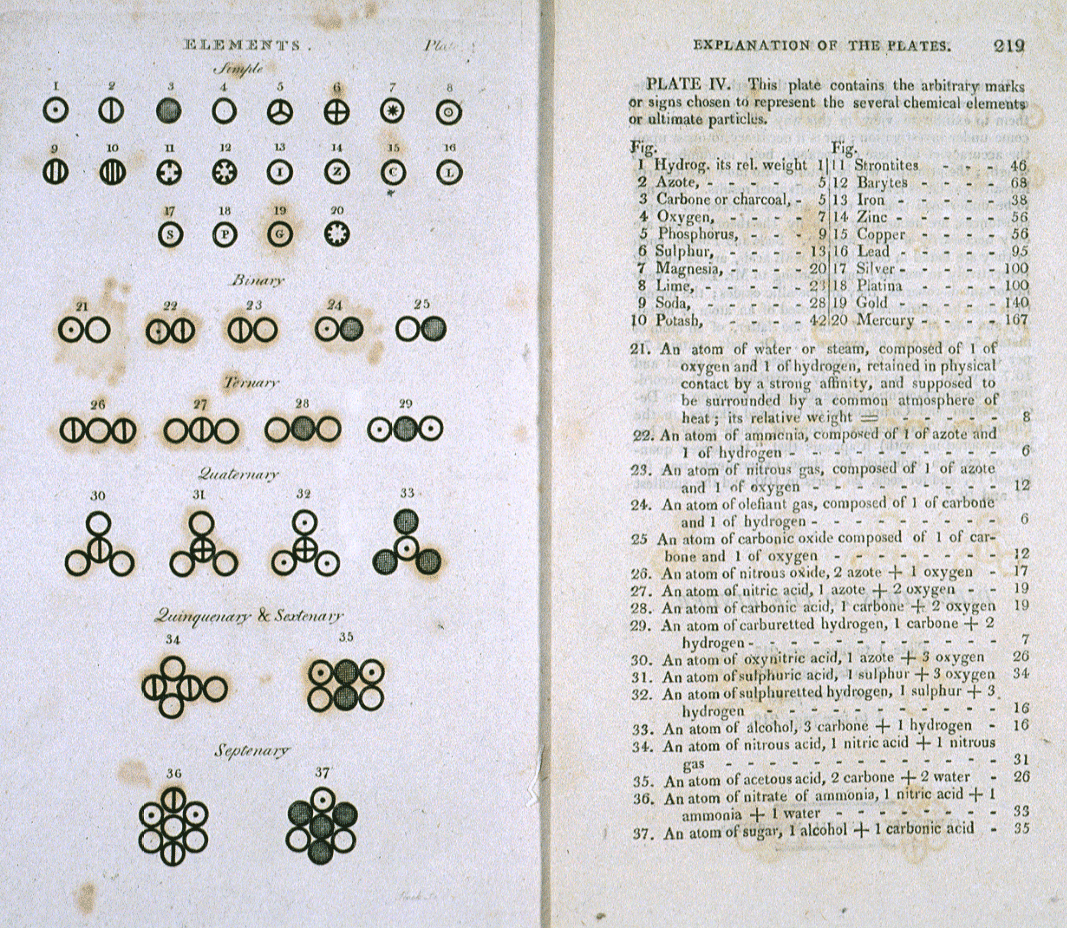
Représentations de plusieurs molécules et atomes sortis de A New System of Chemical Philosophy par John Dalton (1808).

En 1803, Dalton publia sa liste de masses atomiques pour plusieurs substances. Il a calculé ces masses grâce aux masses relatives avec lesquelles elles se combinaient, en prenant l'hydrogène comme unité de base. Cependant, Dalton n'a pas compris qu'avec certains éléments, les atomes existent en molécules. Par exemple, l'oxygène gazeux est en réalité du dioxygène O2 et non O. Il croyait aussi que le composé le plus simple formé par la réaction de deux éléments ne comporte qu'un atome de chaque espèce (par exemple, il croyait que la formule de l'eau était HO et non H2O). De plus, son équipement était peu précis. Sa liste était donc erronée. En effet, il a, par exemple, estimé l'oxygène comme étant 5.5 fois plus massif que l'hydrogène, alors qu'il est 16 fois plus massif que celui-ci.
L'erreur de Dalton fut corrigée en 1811 par Amedeo Avogadro. Avogadro a proposé que deux volumes égaux de deux gaz différents, à température et pression égales, possèdent des nombres égaux de particules (en d'autres termes, la masse des particules n'affecte pas le volume). Cette découverte lui a permis de déduire la nature diatomique de nombreux éléments en étudiant les proportions dans lesquelles ces gaz se combinent avec d'autres éléments. Par exemple : si deux litres d'hydrogène se combinent avec un litre d'oxygène pour former deux litres d'eau en vapeur (à température et pression constante), cela signifie que les molécules d'oxygène se divisent en deux pour former avec l'hydrogène deux molécules d'eau. Avogadro fournit donc des estimations plus correctes pour plusieurs éléments. À cause de cette erreur, l'école atomiste fut contestée par l'école équivalentiste (notations en équivalents fondés sur des rapports pondéraux de combinaison, sur des rapports volumiques ou sur des équivalents de substitution) de Marcellin Berthelot et William Hyde Wollaston, jusqu'à la publication en 1913 de Jean Perrin, Les Atomes.
En 1815, William Prout montre que les masses des atomes d'éléments connus est proportionnelle à la masse d'un volume standard de ces éléments sous forme gazeux,, il constate que les masses mesurées d'atomes connus est un multiple de la masse de celui d'hydrogène, et conclut que « l'hydrogène est la substance primordiale, dont tous les atomes seraient formés ». Cette hypothèse perd par la suite du terrain lorsque des mesures plus précises montre que ce n'est en fait pas le cas,
En 1827, Robert Brown observa que des particules de pollen flottant dans l'eau gigotaient sans raison apparente. En 1905 Albert Einstein montra que ce phénomène, dit mouvement brownien, était dû aux molécules d'eau qui heurtaient sans cesse ces particules. Son modèle mathématique fut validé en 1908 par Jean Perrin. Ce résultat prouva directement l'existence des molécules et des atomes.

### La découverte des particules subatomiques
Lorsque le modèle de Dalton fut accepté, les scientifiques crurent que les atomes étaient les particules fondamentales de la matière, jusque 1897, quand J.J. Thomson découvrit l'électron en réalisant des expériences avec les rayons cathodiques. Un tube de Crookes est une tube en verre scellé contenant deux électrodes séparées par un vide. Quand un potentiel électrique est appliqué entre les deux électrodes, des rayons cathodiques sont produits. Ces rayons produisent un point lumineux à l'autre bout du tube. Les scientifiques de cette époque savaient que les rayons cathodiques pouvaient être déviés par un champ magnétique ; Thomson découvrit qu'ils pouvaient aussi être déviés par un champ électrique. Il en conclut que ces rayons étaient composés de particules de charge négative.
Thomson pensa que ces particules provenaient des atomes de l'électrode. Si les atomes sont composés de ces particules, cela veut dire que les atomes sont divisibles. Afin d'expliquer la charge neutre des atomes, Thomson proposa que ces particules négatives étaient distribuées dans un nuage uniforme de charge positive.
En 1911, Charles Barkla montre que dans le cas des atomes légers, un atome contient approximativement moitié moins d'électrons que son poids atomique exprimé en multiple de la masse de l'hydrogène, avec pour exception l'hydrogène lui-même,.
Plus tard, on découvrit la notion de neutrons et protons puis de particules élémentaires. Ce fut le début de la physique des particules.